# Conseil constitutionnel (Cambodge)
Pour les autres articles nationaux ou selon les autres juridictions, voir Conseil constitutionnel.
Le Conseil constitutionnel du Cambodge est essentiellement chargé d'examiner et de statuer sur la conformité à la constitution des lois et sur les cas de litiges relatifs aux élections des députés et des sénateurs.

## Historique
Le premier organe de contrôle de la constitution apparaît dans la constitution du 30 avril 1972, sous le nom de cour constitutionnelle, mais son action sera entravée par le caractère autoritaire de la république khmère et le climat de guerre civile qui règne alors. En outre, elle ne survivra pas à la chute du régime de Lon Nol en avril 1975.
Lors de l’avènement de la république populaire du Kampuchéa, en janvier 1979, l’interprétation des lois est laissée à un organe de l’Assemblée nationale (Conseil d’État puis, à partir de 1989, comité permanent), mais rien n’est prévu pour contrôler la conformité à la constitution.
À la restauration de la royauté en 1993, la constitution du 21 septembre prévoit la création d’un conseil constitutionnel, mais sa mise en place ne sera effective qu’en mai 1998, d’une part à cause du climat d’instabilité dont le pays souffrait alors, mais aussi de par la réticence des députés à mettre en place un organisme qui pouvait venir contester leur pouvoir législatif.
Mais comme beaucoup d’autres organes chargés de réguler et d’assurer l’indépendance des institutions, sa mise en place remet en cause les systèmes d’influences préalablement établis et va déboucher sur une crise ; les deux premières réunions qui doivent désigner son président sont annulées faute de quorum. En fait, trois membres contestent la légitimité des trois nommés par le conseil supérieur de la magistrature. À la troisième session, l’élection du président par cinq voix est remise en cause par le bâtonnier Say Bory car la majorité qualifiée est de six. La crise se résoudra par la nomination dudit Say Bory au conseil constitutionnel.

## Mandat
Ses membres sont au nombre de neuf, trois choisis par le roi, trois élus par l’assemblée nationale, les trois derniers par le conseil de la magistrature. Leur mandat est de neuf ans et ils sont renouvelables par tiers afin d’assurer une continuité de l’institution.
Après chaque renouvellement, un président est élu ; sa voix est prépondérante lorsqu’une délibération se conclut par une égalité de voix entre deux options. Au cas où il ne peut pas participer à une session, celle-ci sera présidée par le plus âgé des membres présents, sachant qu’aucune décision ne peut être prise s’il y a plus de quatre absents.
Les membres doivent être âgés d’au moins 45 ans, avoir la nationalité cambodgienne de naissance, justifier de diplôme d’études supérieures en droit, administration, diplomatie ou économie et d’au moins quinze années d’expériences professionnelles. D’autre part, afin de garantir leur indépendance, ils ne peuvent diriger un parti politique ou un syndicat, ni exercer une fonction au sein du parlement, du gouvernement, de la magistrature ou de la fonction publique.
Ils sont également tenus au secret concernant la teneur des votes et délibérations qui sont consignés dans des procès-verbaux qui ne sont par contre pas rendus publics.
Enfin, un membre peut être révoqué par au moins 6 de ses 8 collègues, mais la décision doit être motivée par une absence injustifiée aux trois dernières séances du conseil, une incompatibilité à un des critères de sélection décrits plus haut, voire une insuffisance mentale ou physique permanente l’empêchant de remplir ses fonctions.

## Contrôle des lois
La vérification de la constitutionnalité des lois et traités adoptés par le parlement est la principale tâche du conseil constitutionnel, mais il est également le seul habilité à vérifier qu’un texte ne remet pas en cause l’indépendance, la souveraineté, l’intégrité territoriale, l’unité politique ou la direction administrative du pays. 
Il peut être saisi par le roi, le premier ministre, les présidents des deux chambres ou un dixième des députés. Pour une loi en cours d’adoption, un quart des sénateurs peut également demander à vérifier sa conformité avant de se prononcer. Concernant les textes déjà promulgués, les membres de la chambre haute doivent demander l’intervention de leur président pour pouvoir la contester, droit dont disposent également les tribunaux. À propos de ces derniers, si l’article 141 de la constitution semble autant englober les juridictions locales que la cour d’appel, l’article 19 de la loi du 8 avril 1998 sur l’organisation et le fonctionnement du conseil constitutionnel précise que la requête peut être faite à la demande des parties.
Si de ce fait le conseil constitutionnel a le pouvoir de révoquer une loi, dans la pratique il n’en use que très rarement et préfère l’interpréter pour la rendre conforme à la constitution.
Enfin, en tant que plus haute instance du pays, les décisions du conseil sont sans appel et ne peuvent pas faire l’objet de recours.

## Résolution des litiges électoraux
Le second rôle du Conseil constitutionnel est d'examiner les plaintes relatives aux litiges liés aux élections législatives et sénatoriales en première instance ou en appel des décisions prises par le Comité national des élections. Toutefois, les plaintes en premières instances doivent être déposées dans les soixante-douze heures qui suivent la proclamation des résultats.
De plus, pour éviter les doublons, au cas où un dossier est déposé auprès des deux juridictions, il sera instruit par le second nommé.

## Relations internationales
Depuis sa création, en 1998, le conseil est membre de l’Association des Cours Constitutionnelles ayant en Partage l'Usage du Français (ACCPUF).